# Ronde van Frankrijk 2021/Tiende etappe
De tiende etappe van de Ronde van Frankrijk 2021 werd verreden op 6 juli met start in Albertville en finish in Valence.

## Verloop
Tosh Van der Sande en Hugo Houle vormden de vroege ontsnapping en kregen bijna 4 minuten voorsprong. Ze bleven vooruit tot ca. 35 km van de finish. Later leidde waaierrijden in de wind tot het uiteenvallen van het peloton in enkele groepen. Davide Ballerini trok de sprint aan voor Mark Cavendish, die werd gecatapulteerd door Michael Mørkøv. Wout van Aert en Jasper Philipsen kwamen nog naast Cavendish, maar er niet voorbij, en dus won Cavendish voor de derde keer deze Tour een etappe.

## Uitslag
| Albertville – Valence (190,7 km) |                  |                        |          |
| Plaats                           | Naam             | Ploeg                  | Tijd     |
| 1                                | Mark Cavendish   | Deceuninck–Quick-Step  | 4u14'07" |
| 2                                | Wout van Aert    | Team Jumbo-Visma       | z.t.     |
| 3                                | Jasper Philipsen | Alpecin-Fenix          | z.t.     |
| 4                                | Nacer Bouhanni   | Arkéa Samsic           | z.t.     |
| 5                                | Michael Matthews | Team BikeExchange      | z.t.     |
| 6                                | Michael Mørkøv   | Deceuninck–Quick-Step  | z.t.     |
| 7                                | André Greipel    | Israel Start-Up Nation | z.t.     |
| 8                                | Peter Sagan      | BORA-hansgrohe         | z.t.     |
| 9                                | Anthony Turgis   | TotalEnergies          | z.t.     |
| 10                               | Cees Bol         | Team DSM               | z.t.     |

| Algemeen klassement |                   |                     |           |
| Plaats              | Naam              | Ploeg               | Tijd      |
| Gele trui           | Tadej Pogačar     | UAE Team Emirates   | 38u25'17" |
| 2                   | Ben O'Connor      | AG2R-Citroën        | + 2'01"   |
| 3                   | Rigoberto Urán    | EF Education-Nippo  | + 5'18"   |
| 4                   | Jonas Vingegaard  | Team Jumbo-Visma    | + 5'32"   |
| 5                   | Richard Carapaz   | INEOS Grenadiers    | + 5'33"   |
| 6                   | Enric Mas         | Movistar Team       | + 5'47"   |
| 7                   | Wilco Kelderman   | BORA-hansgrohe      | + 5'58"   |
| 8                   | Aleksej Loetsenko | Astana-Premier Tech | + 6'12"   |
| 9                   | Guillaume Martin  | Cofidis             | + 7'02"   |
| 10                  | David Gaudu       | Groupama-FDJ        | + 7'22"   |
|                     |                   |                     |           |
| 14                  | Dylan Teuns       | Bahrain-Victorious  | + 20'54"  |

## Nevenklassementen
| Puntenklassement |                  |                       |        |
| Plaats           | Naam             | Ploeg                 | Punten |
| Groene trui      | Mark Cavendish   | Deceuninck–Quick-Step | 218    |
| 2                | Michael Matthews | Team BikeExchange     | 159    |
| 3                | Sonny Colbrelli  | Bahrain-Victorious    | 136    |

| Bergklassement |                |                        |        |
| Plaats         | Naam           | Ploeg                  | Punten |
| Bolletjestrui  | Nairo Quintana | Arkéa-Samsic           | 50     |
| 2              | Michael Woods  | Israel Start-Up Nation | 42     |
| 3              | Wout Poels     | Bahrain-Victorious     | 39     |

| Jongerenklassement |                  |                   |           |
| Plaats             | Naam             | Ploeg             | Tijd      |
| Witte trui         | Tadej Pogačar    | UAE Team Emirates | 38u25'17" |
| 2                  | Jonas Vingegaard | Team Jumbo-Visma  | + 5'32"   |
| 3                  | David Gaudu      | Groupama-FDJ      | + 7'22"   |

| Ploegenklassement |                    |            |
| Plaats            | Ploeg              | Tijd       |
|                   | Bahrain-Victorious | 115u33'28" |
| 2                 | AG2R-Citroën       | + 18'04"   |
| 3                 | INEOS Grenadiers   | + 29'07"   |
| 4                 | EF Education-Nippo | + 42'38"   |
| 5                 | Astana Pro Team    | + 43'17"   |

## Opgaves
- Jonas Koch (Intermarché-Wanty-Gobert Matériaux):

1e etappe ·
2e etappe ·
3e etappe ·
4e etappe ·
5e etappe ·
6e etappe ·
7e etappe ·
8e etappe ·
9e etappe ·
10e etappe ·
11e etappe ·
12e etappe ·
13e etappe ·
14e etappe ·
15e etappe ·
16e etappe ·
17e etappe ·
18e etappe ·
19e etappe ·
20e etappe ·
21e etappe
Startlijst · Eindstanden · Afbeeldingen